# Yona
Yona est une commune rurale située dans le département de Bana de la province des Balé dans la région de la Boucle du Mouhoun au Burkina Faso.

## Histoire
Le village de Yona a été fondé vers le XVIIIe siècle par un chasseur du nom de Gnanou Somadé venu de Dadomo village situé à une cinquantaine de Yona.[réf. nécessaire]

## Démographie
| 2003  | 2006  | 2012 |
| ----- | ----- | ---- |
| 2 037 | 2 295 | -    |

## Santé et éducation
Yona accueille un centre de santé et de promotion sociale (CSPS) tandis que le centre médical avec antenne chirurgicale (CMA) de la province se trouve à Boromo.